# Seinsheim (Adelsgeschlecht)

Stammwappen derer von Seinsheim

Das Adelsgeschlecht derer von Seinsheim (auch Saunsheim), dessen berühmtere Nebenlinie das Fürstenhaus Schwarzenberg ist, hatte seinen Stammsitz im namensgebenden Ort Seinsheim östlich von Ochsenfurt. Es zählt zu den ältesten Geschlechtern in Franken.

## Geschichte
Im Jahr 1147 wurde Eispertus de Souvensheim aus einem Geschlecht fürstbischöflich würzburgischer Lehensleute erstmals in Seinsheim erwähnt. Das Geschlecht der Seinsheimer sah in dem 917 hingerichteten Alemannen-Fürsten Erkinger ihren Urahn und in dessen Sohn Conrad seinen Namensgeber. Der Name Erkinger wurde daher zu einem Leitnamen der Familie. 
Bereits im 13. und 14. Jahrhundert teilte sich die Familie in drei Stämme, die ihre Hauptsitze zu Hohenkottenheim (erloschen mit Georg Ludwig von Seinsheim 1591), Wässerndorf bzw. Erlach (erloschen 1555) und Stephansberg hatten. Bereits 1243 erschien Schloss Stephansberg als Eigentum des Apollonius d. Ä. von Seinsheim. Sein Sohn Hildebrand († 1386) gilt als Stammvater des Hauses Schwarzenberg, da sich nach ihm und seinem Bruder die Stammlinie in eine ältere oder Stephansberger Linie und in eine jüngere oder Seinsheimsche Linie aufteilte.

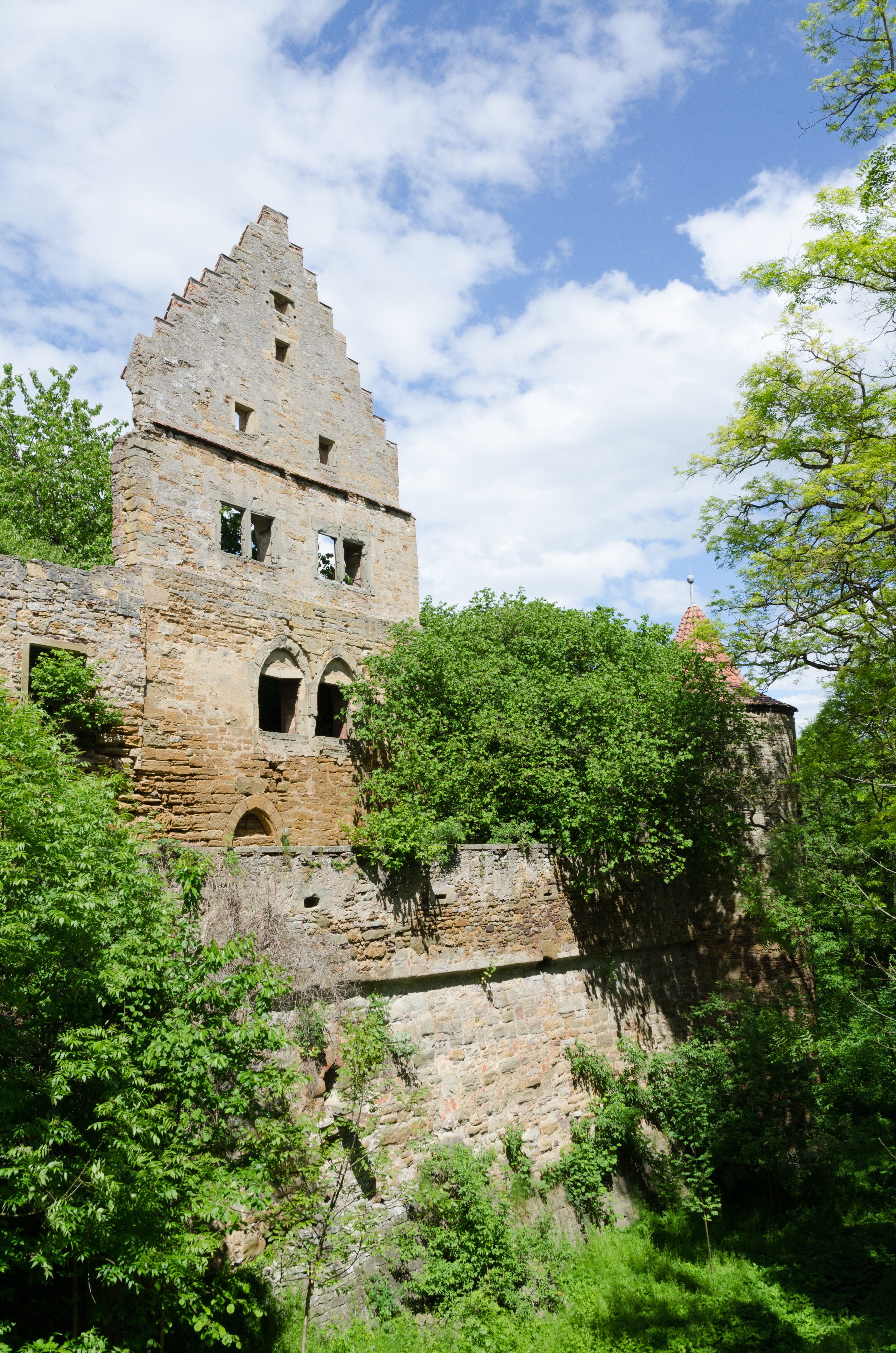
Schlossruine Wässerndorf
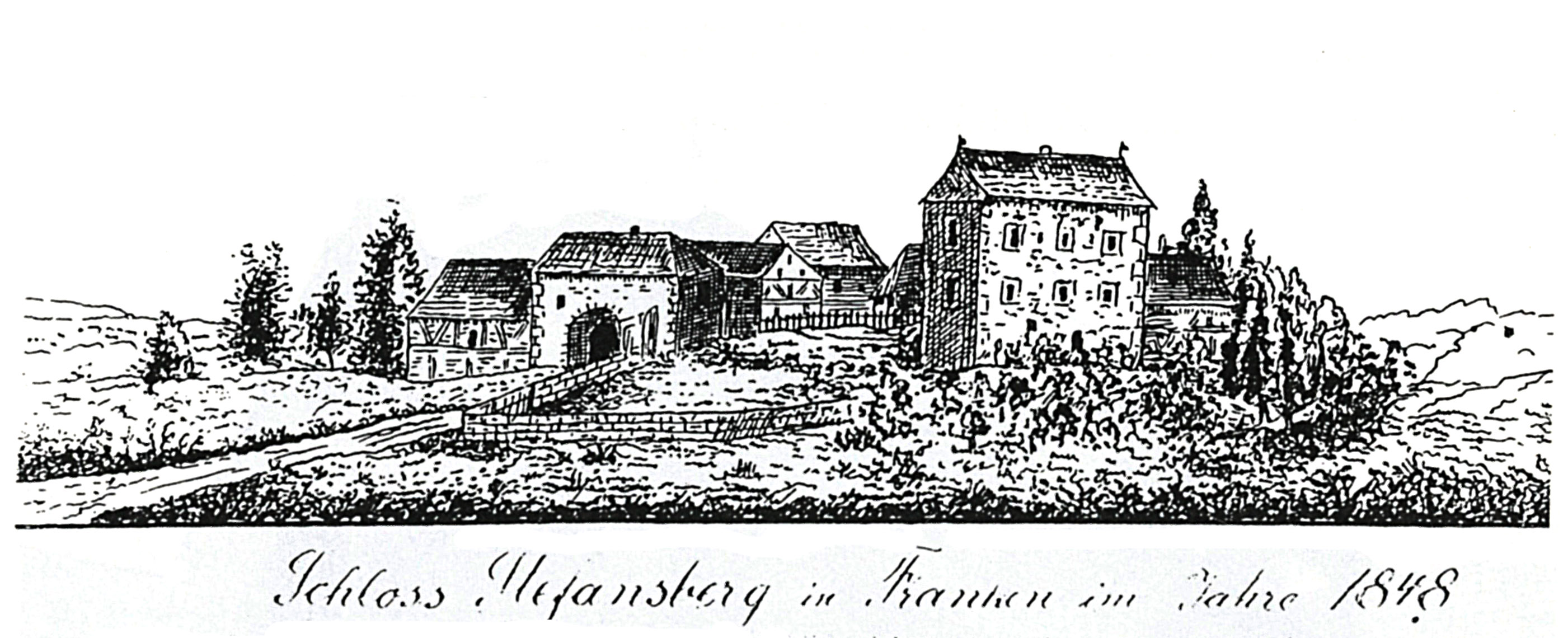
Schloss Stephansberg

### Fürsten zu Schwarzenberg

Wappen der Fürsten zu Schwarzenberg

Der Enkel Hildebrands aus der älteren oder Stephansberger Linie, Erkinger I. von Seinsheim, Freiherr von Schwarzenberg, erwarb 1405 die fränkische Herrschaft Schwarzenberg mit der Burg Schwarzenberg und 1435 die Burg Hohenlandsberg. Nach dem Aussterben der Linie von Seinsheim-Wässerndorf errichtete Graf Friedrich von Schwarzenberg im Jahre 1555 das Schloss in Wässerndorf neu. 
1599 wurden die Schwarzenberger mit Adolf von Schwarzenberg zu Reichsgrafen erhoben und 1670 mit Johann Adolf von Schwarzenberg zu Reichsfürsten. Der Ort Seinsheim diente als Gerichtssitz des Cent Hohenlandsberg der Herrschaft Schwarzenberg, die ab 1500 im Fränkischen Reichskreis lag und 1806 an das Königreich Bayern fiel. Die Schwarzenberg waren im 18. Jahrhundert mit ihren verschiedenen Linien mit Abstand die größten Grundbesitzer in Franken und auch einer der größten Grundbesitzer in Böhmen.

### Grafen von Seinsheim
Die jüngere oder Seinsheimsche Linie wandte sich seit der ersten Hälfte des 14. Jahrhunderts dem bayerischen Hof zu. Im Streit mit den schwarzenbergischen Verwandten erklärten sie 1655/62 den vollständigen Verzicht auf die fränkischen Stammgüter.

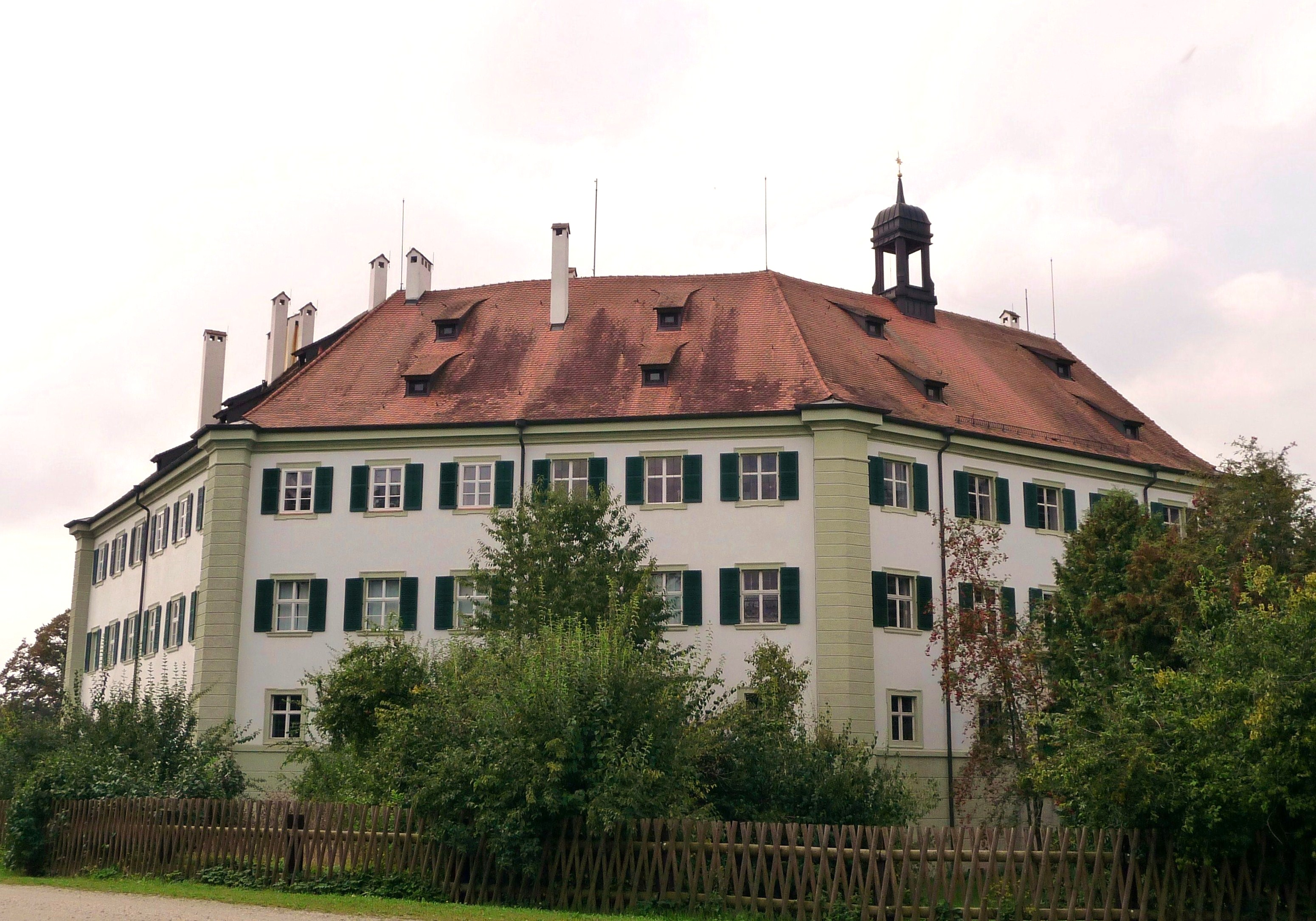
Schloss Sünching

Hauptsitz der katholischen Familie war fortan das bereits 1572 durch Georg Ludwig erworbene Schloss Sünching bei Regensburg. Seit 1678 existierten die beiden Linien zu Sünching und zu Weng, Letztere erlosch 1834. Die Erhebung in den Reichsgrafenstand – 1705 für Maximilian Franz von Seinsheim zu Sünching († 1737), 1711 für Maximilian Eberhard von Seinsheim zu Weng († 1737) – blieb für die Stellung des Hauses ohne größeren Belang. 1758 ließ Joseph Franz Graf von Seinsheim zu Sünching vom damaligen Münchner Hofbaumeister François de Cuvilliés dem Älteren die heutige Wasserburg in Sünching erbauen. In Bayern zählten die Seinsheim im 18. Jahrhundert zu den sieben einflussreichsten Geschlechtern des Adels. 1764 erwarben die Grafen Seinsheim auch das Schloss Schönach.
Im 19. Jahrhundert war mit dem Fideikommiss Sünching die erbliche Reichsratswürde der Krone Bayern verbunden. Die Familie der Grafen Seinsheim zu Sünching erlosch im Mannesstamm 1917 mit Graf Maximilian Karl Florian von Seinsheim. Nach dem Tod der letzten Gräfin Seinsheim 1958 kam das Schloss in den Besitz ihres Enkels, des Freiherrn von Hoenning O’Carroll. Es wird seitdem von ihm und seiner Familie bewohnt. Es ist, außer im Rahmen besonderer Veranstaltungen, nicht zu besichtigen.
Das Palais Seinsheim in München wurde 1764 im Stadtteil Kreuzviertel erbaut und diente als Wohnsitz für Graf Joseph Franz Maria von Seinsheim, einen bayerischen Minister und Präsidenten der Akademie der Wissenschaften, die hier ihre Veranstaltungen abhielt. Auch Wolfgang Amadeus Mozart war hier 1780 zu Gast.

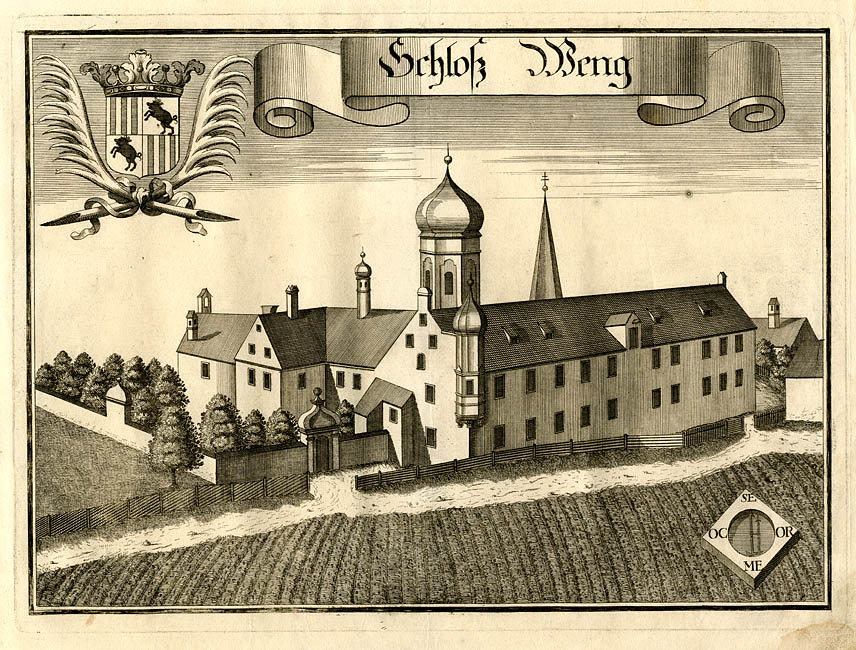
Schloss Weng
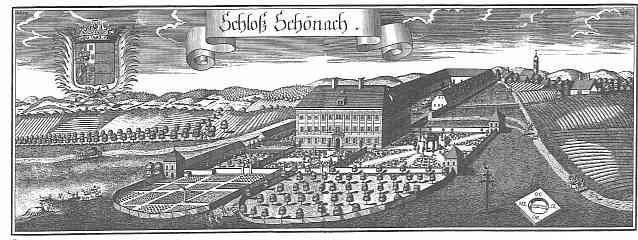
Schloss Schönach
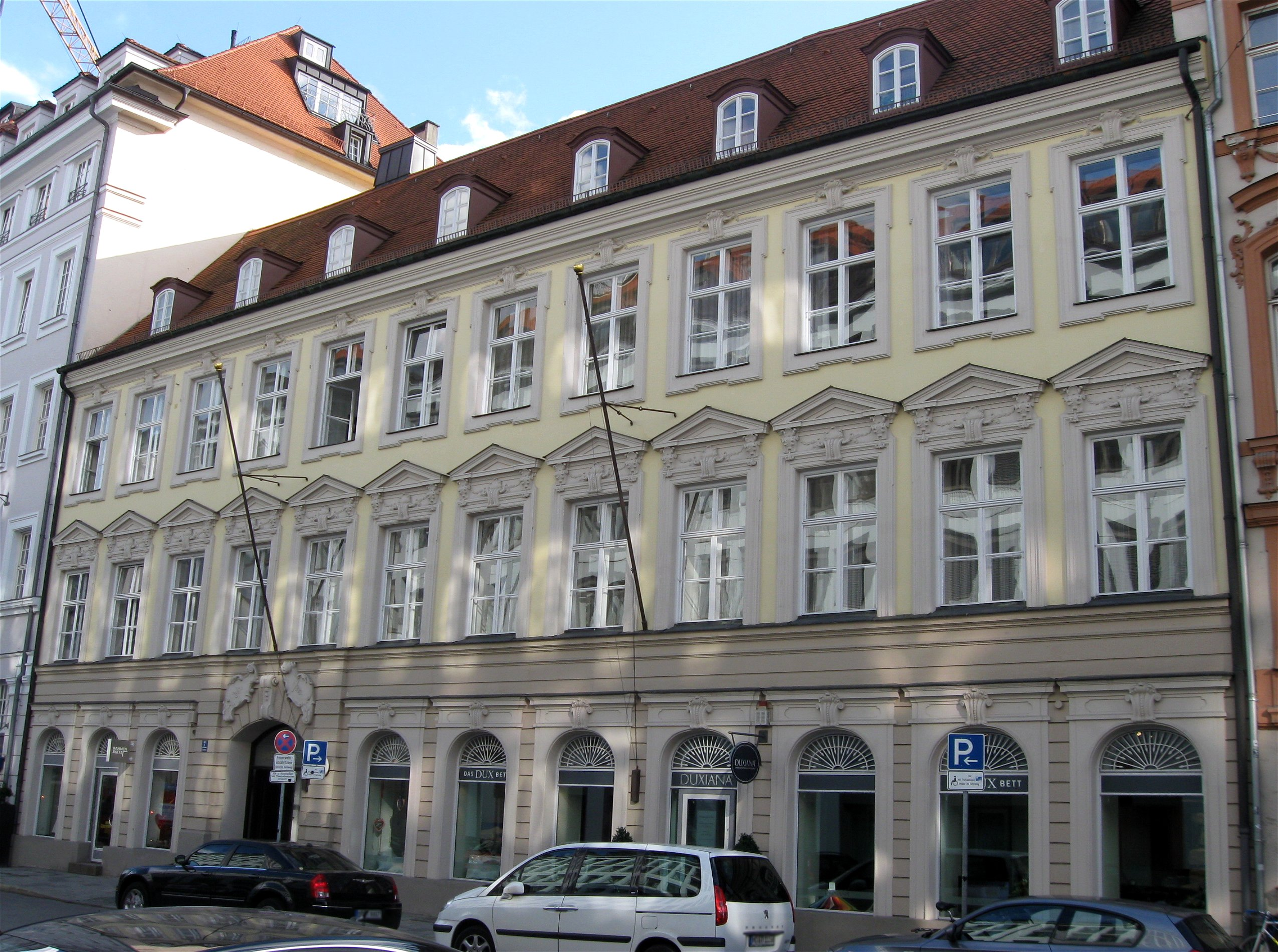
Palais Seinsheim in München

## Wappen
Das Stammwappen ist von Silber und Blau (fünf- bis) siebenmal gespalten. Auf dem Helm mit blau-silbernen Decken ein bärtiger Mannesrumpf in rotem Rock mit silbernem Kragen und gekröntem, silber gestulptem rotem Spitzhut, der mit drei natürlichen Pfauenfedern besteckt ist, zwischen zwei in den Mündungen mit je drei, außen mit je sieben natürlichen Pfauenfedern besteckten, von Blau und Silber siebenmal geteilten Büffelhörnern.

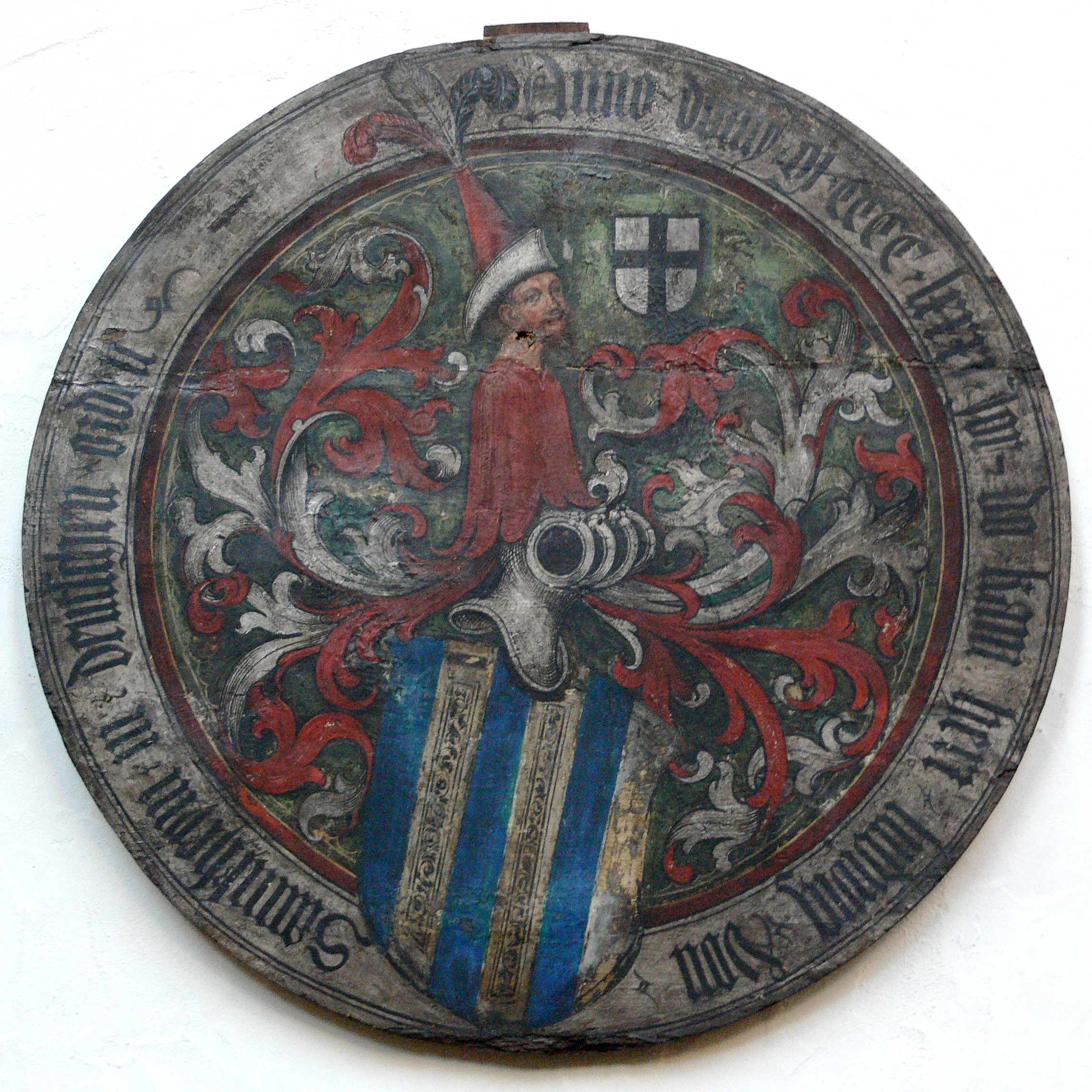
Aufschwörschild des Deutschordensritters Ludwig von Seinsheim (1481) in St. Jakob (Nürnberg)
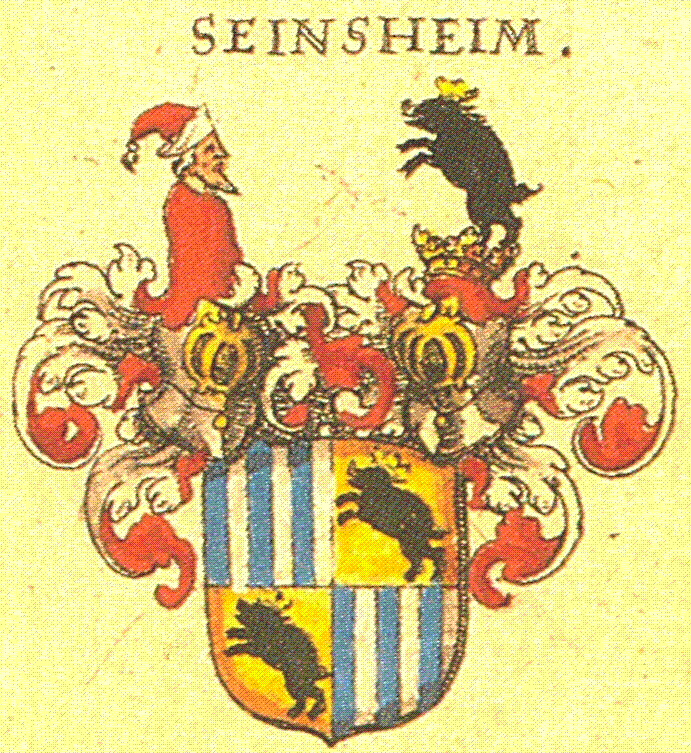
Wappen bei Siebmacher (1605)

## Bedeutende Vertreter

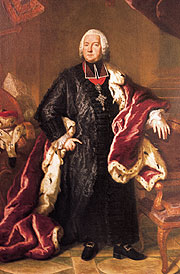
Adam Friedrich von Seinsheim (1708–1779), Fürstbischof von Würzburg und Bamberg

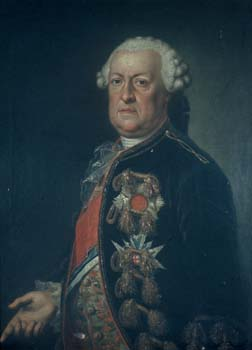
Joseph Franz Maria von Seinsheim, bayr. Gesandter, Kriegsminister (1707–1787)

- Georg Ludwig von Seinsheim (1514–1591), kaiserlicher Rat, Mitglied des Reichshofrats, Feldmarschall und Obrist des fränkischen Reichskreises
- Adam Friedrich von Seinsheim (1708–1779), Fürstbischof von Würzburg (1755–1779) und Bamberg (1757–1779)
- Eberhard von Saunsheim, Deutschmeister des Deutschen Ordens (1420–1443)
- Erkinger, Landkomtur des Deutschen Ordens (1362–1437)
- Georg Ludwig von Seinsheim, Kreisoberst des Fränkischen Kreises (1514–1591)
- Joseph Franz Maria von Seinsheim, Diplomat und Politiker des Kurfürstentums Bayern (1707–1787)
- Karl von Seinsheim (1784–1864), bayerischer Landtagspräsident
- Maximilian Franz von Seinsheim, kurbayerischer Geheimer Rat und Hofratspräsident (1681–1739)
- Maximilian von Seinsheim-Grünbach (1811–1885), deutscher Politiker (Zentrum), erblicher Reichsrat, MdR

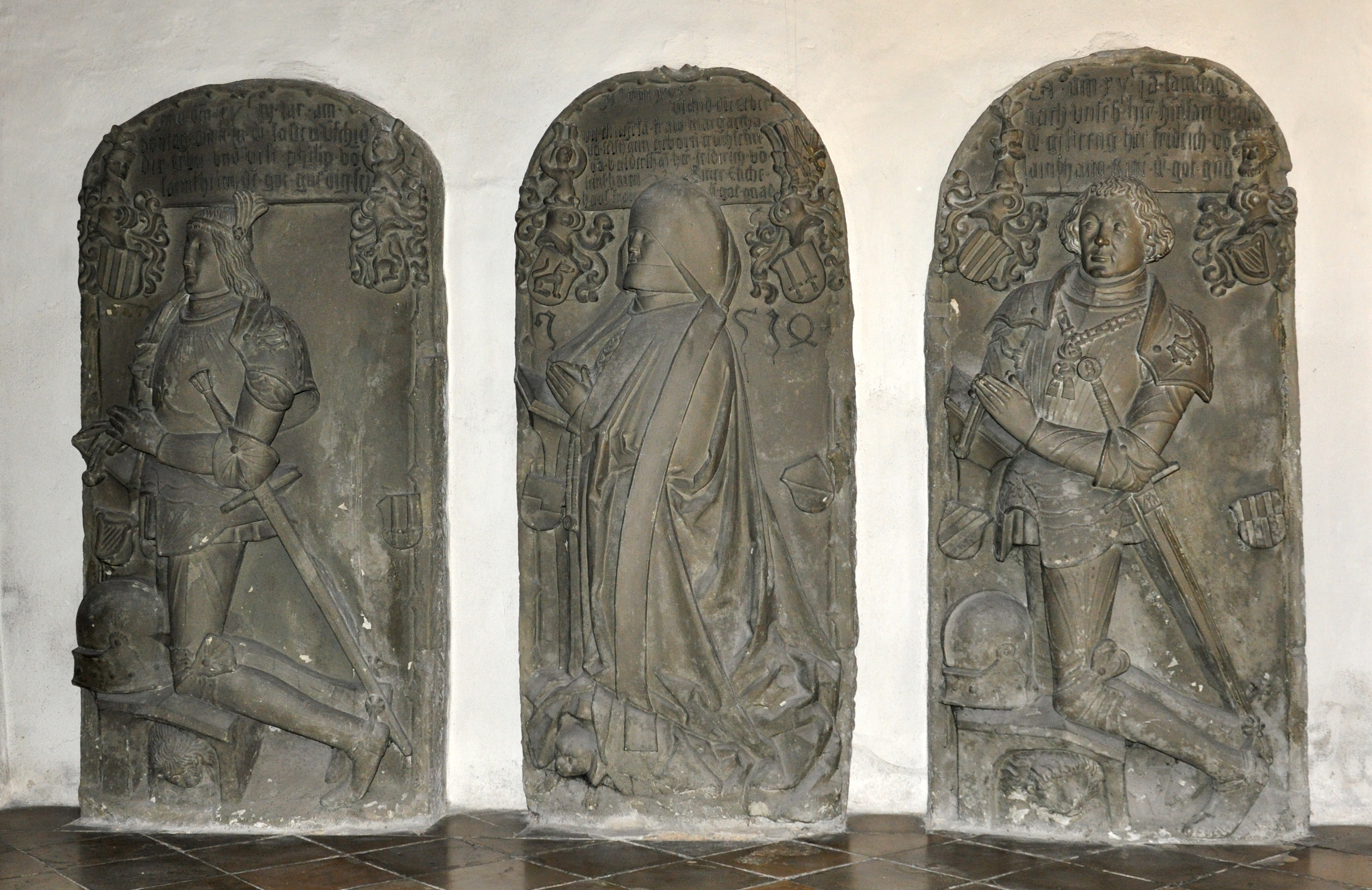
Epitaphien in der Stadtpfarrkirche St. Nikolai, Marktbreit: Friedrich von Seinsheim († 1500) und Margarete von Seinsheim, geb. Truchseß von Baldersheim († 1514)
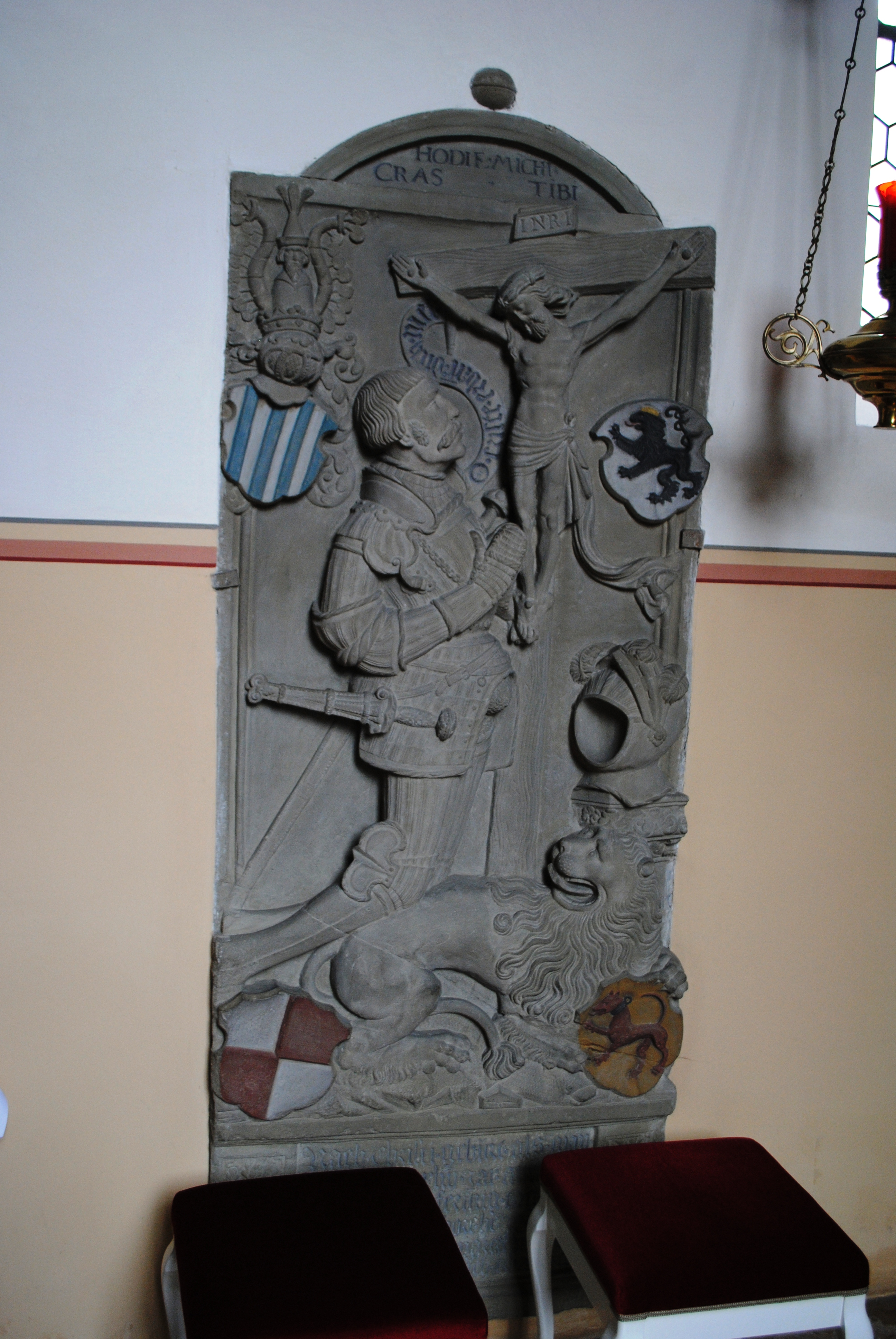
Epitaph in der Kirche Astheim
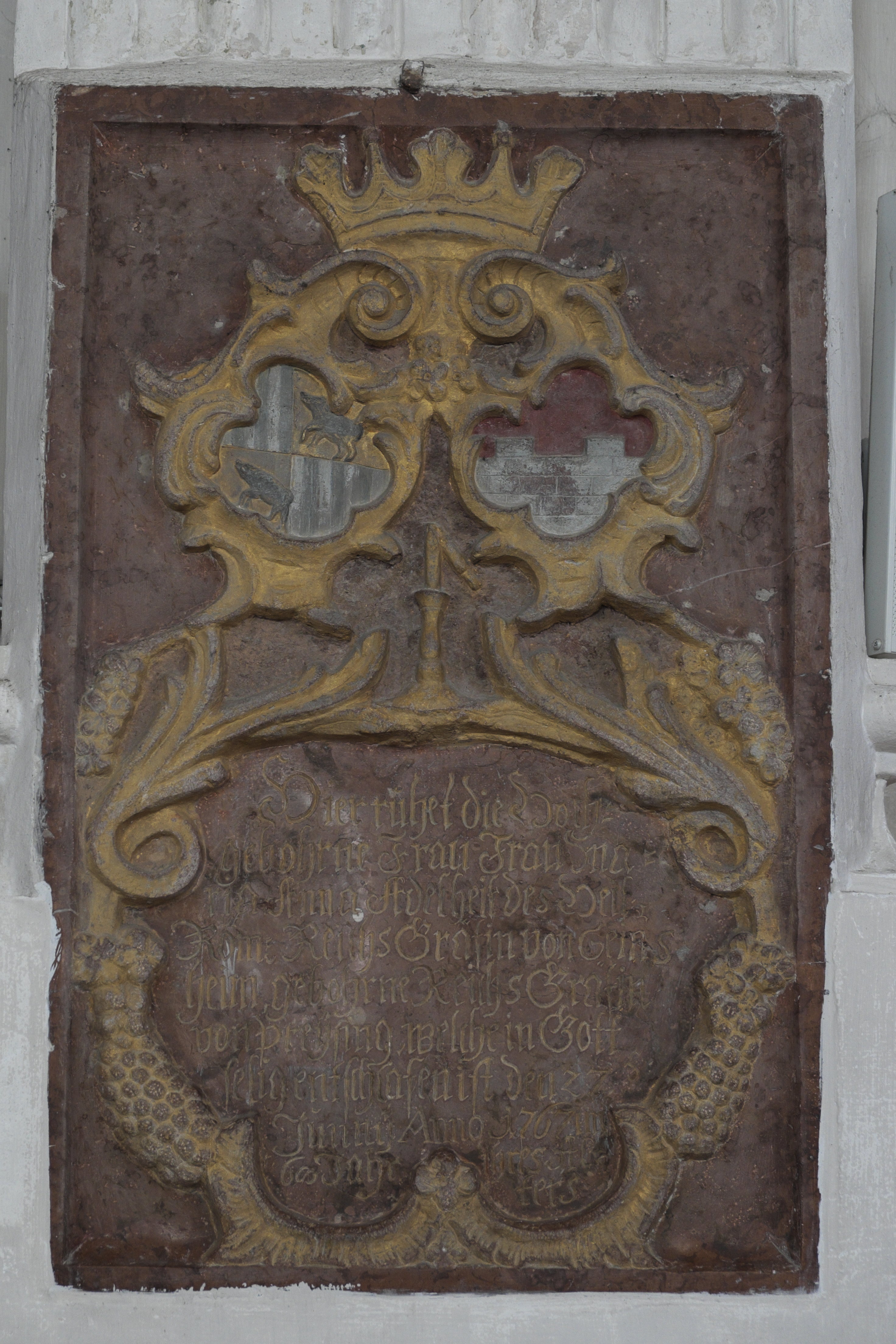
Grabstein Adelheid Gräfin v. Seinsheim, geb. Gräfin v. Preysing († 1767), in Heilig Blut (Erding)
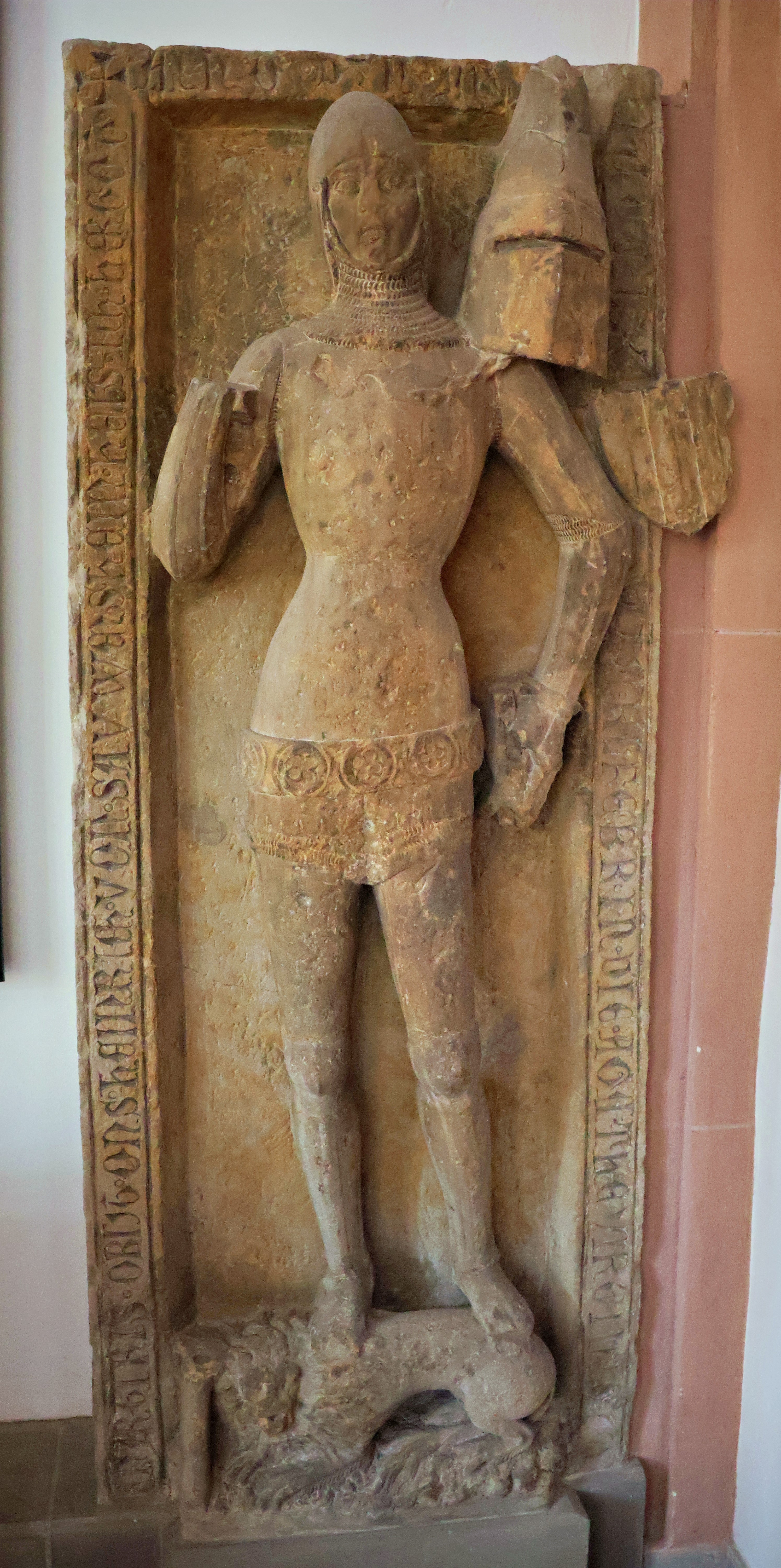
Grabmal des Ritters Heinrich von Seinsheim († 1360) im Kreuzgang des Würzburger Doms.